# Élections municipales de 2014 dans les Hautes-Alpes
Les élections municipales françaises de 2014 se sont déroulées les 23 et 30 mars 2014. Le département des Hautes-Alpes compte 172 communes, dont 22 de plus de 1 000 habitants où les conseillers municipaux sont élus selon un scrutin de liste avec représentation proportionnelle.

## Maires sortants et maires élus
Le scrutin est marqué par quelques changements. Laragne-Montgélin repasse à droite. La gauche se maintient à Briançon, gagnée lors d'une partielle en 2009, Guillestre et La Bâtie-Neuve, mais perd Veynes. A cela s'ajoutent les gains de Saint-Chaffrey et Serres. La droite demeure majoritaire dans le département tandis que l'UDI conserve Embrun.
| Commune           | Population | Maire sortant    | Parti | Parti | Maire élu          | Parti | Parti |
| ----------------- | ---------- | ---------------- | ----- | ----- | ------------------ | ----- | ----- |
| Briançon          | 11 876     | Gérard Fromm     |       | PS    | Gérard Fromm       |       | PS    |
| Embrun            | 6 155      | Chantal Eymeoud  |       | UDI   | Chantal Eymeoud    |       | UDI   |
| Gap               | 40 654     | Roger Didier     |       | DVD   | Roger Didier       |       | DVD   |
| Laragne-Montéglin | 3 668      | Auguste Truphème |       | DVG   | Henriette Martinez |       | UMP   |
| Veynes            | 3 187      | Christine Nivou  |       | PS    | René Moreau        |       | DVD   |

### Résultats en nombre de maires
| Partis       | Partis                               | Maires sortants | Maires élus | Évolution     |
| ------------ | ------------------------------------ | --------------- | ----------- | ------------- |
|              | Parti socialiste                     | 2               | 1           | 1             |
|              | Divers gauche                        | 1               | 0           | 1             |
| Total gauche | Total gauche                         | 3               | 1           | 1             |
|              | Divers droite                        | 1               | 2           | 1             |
|              | Union pour un mouvement populaire    | 0               | 1           | 1             |
|              | Union des démocrates et indépendants | 1               | 1           | en stagnation |
| Total droite | Total droite                         | 2               | 4           | 2             |
| Total        | Total                                | 5               | 5           | -             |

## Résultats dans les communes de plus de1 000 habitants

### Briançon
- Maire sortant : Gérard Fromm (PS)
- 33 sièges à pourvoir au conseil municipal (population légale 2011 : 11 876 habitants)
- 18 sièges à pourvoir au conseil communautaire (CC du Briançonnais)

| Tête de liste            | Tête de liste  | Liste          | Premier tour | Premier tour | Second tour | Second tour | Sièges | Sièges |
| Tête de liste            | Tête de liste  | Liste          | Voix         | %            | Voix        | %           | CM     | CC     |
| ------------------------ | -------------- | -------------- | ------------ | ------------ | ----------- | ----------- | ------ | ------ |
|                          | Gérard Fromm * | PS-EELV        | 1 798        | 35,95        | 2 774       | 52,71       | 25     | 14     |
|                          | Romain Gryzka  | UMP-UDI        | 1 619        | 32,37        | 2 488       | 47,28       | 8      | 4      |
|                          | Arnaud Murgia  | UMP            | 1 584        | 31,67        |             |             |        |        |
|                          |                |                |              |              |             |             |        |        |
| Inscrits                 | Inscrits       | Inscrits       | 8 133        | 100,00       | 8 133       | 100,00      |        |        |
| Abstentions              | Abstentions    | Abstentions    | 2 855        | 35,10        | 2 512       | 30,89       |        |        |
| Votants                  | Votants        | Votants        | 5 278        | 64,90        | 5 621       | 69,11       |        |        |
| Blancs et nuls           | Blancs et nuls | Blancs et nuls | 277          | 5,25         | 359         | 6,39        |        |        |
| Exprimés                 | Exprimés       | Exprimés       | 5 001        | 94,75        | 5 262       | 93,61       |        |        |
| * Liste du maire sortant |                |                |              |              |             |             |        |        |

### Châteauroux-les-Alpes
- Maire sortant : Jean-Marie Barral (DVD)
- 15 sièges à pourvoir au conseil municipal (population légale 2011 : 1 117 habitants)
- 4 sièges à pourvoir au conseil communautaire (CC de Serre-Ponçon)

|                          | Jean-Marie Barral * | DVD            | 461 | 59,17  | 12 | 3 |  |  |
|                          | Éric Lions          | DVD            | 318 | 40,82  | 3  | 1 |  |  |
|                          |                     |                |     |        |    |   |  |  |
| Inscrits                 | Inscrits            | Inscrits       | 928 | 100,00 |    |   |  |  |
| Abstentions              | Abstentions         | Abstentions    | 121 | 13,04  |    |   |  |  |
| Votants                  | Votants             | Votants        | 807 | 86,96  |    |   |  |  |
| Blancs et nuls           | Blancs et nuls      | Blancs et nuls | 28  | 3,47   |    |   |  |  |
| Exprimés                 | Exprimés            | Exprimés       | 779 | 96,53  |    |   |  |  |
| * Liste du maire sortant |                     |                |     |        |    |   |  |  |

### Chorges
- Maire sortant : Christian Durand (DVD)
- 23 sièges à pourvoir au conseil municipal (population légale 2011 : 2 654 habitants)
- 5 sièges à pourvoir au conseil communautaire (CC de Serre-Ponçon)

|                          | Christian Durand * | DVD            | 1 093 | 100,00 | 23 | 5 |  |  |
|                          |                    |                |       |        |    |   |  |  |
| Inscrits                 | Inscrits           | Inscrits       | 2 201 | 100,00 |    |   |  |  |
| Abstentions              | Abstentions        | Abstentions    | 778   | 35,35  |    |   |  |  |
| Votants                  | Votants            | Votants        | 1 423 | 64,65  |    |   |  |  |
| Blancs et nuls           | Blancs et nuls     | Blancs et nuls | 330   | 23,19  |    |   |  |  |
| Exprimés                 | Exprimés           | Exprimés       | 1 093 | 76,81  |    |   |  |  |
| * Liste du maire sortant |                    |                |       |        |    |   |  |  |

### Embrun
- Maire sortant : Chantal Eymeoud (UDI)
- 29 sièges à pourvoir au conseil municipal (population légale 2011 : 6 155 habitants)
- 12 sièges à pourvoir au conseil communautaire (CC de Serre-Ponçon)

|                          | Chantal Eymeoud * | UDI            | 2 086 | 63,42  | 24 | 10 |  |  |
|                          | Didier Steinville | DVG            | 1 203 | 36,57  | 5  | 2  |  |  |
|                          |                   |                |       |        |    |    |  |  |
| Inscrits                 | Inscrits          | Inscrits       | 5 203 | 100,00 |    |    |  |  |
| Abstentions              | Abstentions       | Abstentions    | 1 710 | 32,87  |    |    |  |  |
| Votants                  | Votants           | Votants        | 3 493 | 67,13  |    |    |  |  |
| Blancs et nuls           | Blancs et nuls    | Blancs et nuls | 204   | 5,84   |    |    |  |  |
| Exprimés                 | Exprimés          | Exprimés       | 3 289 | 94,16  |    |    |  |  |
| * Liste du maire sortant |                   |                |       |        |    |    |  |  |

### Gap
- Maire sortant : Roger Didier (DVD)
- 43 sièges à pourvoir au conseil municipal (population légale 2011 : 40 654 habitants)
- 20 sièges à pourvoir au conseil communautaire (CA Gap-Tallard-Durance)

| Tête de liste            | Tête de liste      | Liste          | Premier tour | Premier tour | Second tour | Second tour | Sièges | Sièges |
| Tête de liste            | Tête de liste      | Liste          | Voix         | %            | Voix        | %           | CM     | CC     |
| ------------------------ | ------------------ | -------------- | ------------ | ------------ | ----------- | ----------- | ------ | ------ |
|                          | Roger Didier *     | UMP-UDI        | 7 873        | 49,03        | 8 381       | 53,37       | 34     | 16     |
|                          | Bernard Jaussaud   | PS-PCF         | 4 213        | 26,24        | 4 224       | 26,90       | 6      | 3      |
|                          | Guy Blanc          | DVG            | 1 993        | 12,41        | 1 337       | 8,51        | 1      |        |
|                          | Jean-Claude Eyraud | FASE-EELV      | 1 976        | 12,30        | 1 760       | 11,20       | 2      | 1      |
|                          |                    |                |              |              |             |             |        |        |
| Inscrits                 | Inscrits           | Inscrits       | 28 591       | 100,00       | 28 587      | 100,00      |        |        |
| Abstentions              | Abstentions        | Abstentions    | 11 770       | 41,17        | 12 174      | 42,59       |        |        |
| Votants                  | Votants            | Votants        | 16 821       | 58,83        | 16 413      | 57,41       |        |        |
| Blancs et nuls           | Blancs et nuls     | Blancs et nuls | 766          | 4,55         | 711         | 4,33        |        |        |
| Exprimés                 | Exprimés           | Exprimés       | 16 055       | 95,45        | 15 702      | 95,67       |        |        |
| * Liste du maire sortant |                    |                |              |              |             |             |        |        |

### Guillestre
- Maire sortant : Bernard Leterrier (EELV)
- 19 sièges à pourvoir au conseil municipal (population légale 2011 : 2 332 habitants)
- 9 sièges à pourvoir au conseil communautaire (CC du Guillestrois et du Queyras)

|                          | Bernard Leterrier * | EELV           | 749   | 59,25  | 15 | 7 |  |  |
|                          | Claude Feuillassier | DVD            | 515   | 40,74  | 4  | 2 |  |  |
|                          |                     |                |       |        |    |   |  |  |
| Inscrits                 | Inscrits            | Inscrits       | 1 795 | 100,00 |    |   |  |  |
| Abstentions              | Abstentions         | Abstentions    | 478   | 26,63  |    |   |  |  |
| Votants                  | Votants             | Votants        | 1 317 | 73,37  |    |   |  |  |
| Blancs et nuls           | Blancs et nuls      | Blancs et nuls | 53    | 4,02   |    |   |  |  |
| Exprimés                 | Exprimés            | Exprimés       | 1 264 | 95,98  |    |   |  |  |
| * Liste du maire sortant |                     |                |       |        |    |   |  |  |

### L'Argentière-la-Bessée
- Maire sortant : Joël Giraud (PRG)
- 19 sièges à pourvoir au conseil municipal (population légale 2011 : 2 322 habitants)
- 6 sièges à pourvoir au conseil communautaire (CC du Pays des Écrins)

|                          | Joël Giraud *       | PRG            | 621   | 52,05  | 15 | 5 |  |  |
|                          | Jean-Pierre Rippert | DIV            | 572   | 47,94  | 4  | 1 |  |  |
|                          |                     |                |       |        |    |   |  |  |
| Inscrits                 | Inscrits            | Inscrits       | 1 691 | 100,00 |    |   |  |  |
| Abstentions              | Abstentions         | Abstentions    | 439   | 25,96  |    |   |  |  |
| Votants                  | Votants             | Votants        | 1 252 | 74,04  |    |   |  |  |
| Blancs et nuls           | Blancs et nuls      | Blancs et nuls | 59    | 4,71   |    |   |  |  |
| Exprimés                 | Exprimés            | Exprimés       | 1 193 | 95,29  |    |   |  |  |
| * Liste du maire sortant |                     |                |       |        |    |   |  |  |

### La Bâtie-Neuve
- Maire sortant : Joël Bonnafoux (PS)
- 19 sièges à pourvoir au conseil municipal (population légale 2011 : 2 431 habitants)
- 5 sièges à pourvoir au conseil communautaire (CC Serre-Ponçon Val d'Avance)

|                          | Joël Bonnaffoux * | PS             | 821   | 100,00 | 19 | 5 |  |  |
|                          |                   |                |       |        |    |   |  |  |
| Inscrits                 | Inscrits          | Inscrits       | 1 729 | 100,00 |    |   |  |  |
| Abstentions              | Abstentions       | Abstentions    | 590   | 34,12  |    |   |  |  |
| Votants                  | Votants           | Votants        | 1 139 | 65,88  |    |   |  |  |
| Blancs et nuls           | Blancs et nuls    | Blancs et nuls | 318   | 27,92  |    |   |  |  |
| Exprimés                 | Exprimés          | Exprimés       | 821   | 72,08  |    |   |  |  |
| * Liste du maire sortant |                   |                |       |        |    |   |  |  |

### La Roche-des-Arnauds
- Maire sortant : Maurice Chautant (DVD)
- 15 sièges à pourvoir au conseil municipal (population légale 2011 : 1 423 habitants)
- 5 sièges à pourvoir au conseil communautaire (CC Buëch Dévoluy)

|                          | Maurice Chautant * | DVD            | 529   | 100,00 | 15 | 5 |  |  |
|                          |                    |                |       |        |    |   |  |  |
| Inscrits                 | Inscrits           | Inscrits       | 1 155 | 100,00 |    |   |  |  |
| Abstentions              | Abstentions        | Abstentions    | 342   | 29,61  |    |   |  |  |
| Votants                  | Votants            | Votants        | 813   | 70,39  |    |   |  |  |
| Blancs et nuls           | Blancs et nuls     | Blancs et nuls | 284   | 34,93  |    |   |  |  |
| Exprimés                 | Exprimés           | Exprimés       | 529   | 65,07  |    |   |  |  |
| * Liste du maire sortant |                    |                |       |        |    |   |  |  |

### La Saulce
- Maire sortant : Claude Vial (UMP)
- 15 sièges à pourvoir au conseil municipal (population légale 2011 : 1 311 habitants)
- 5 sièges à pourvoir au conseil communautaire (CA Gap-Tallard-Durance)

|                          | Claude Vial *  | UMP            | 396 | 53,08  | 12 | 4 |  |  |
|                          | Roger Grimaud  | DVD            | 350 | 46,91  | 3  | 1 |  |  |
|                          |                |                |     |        |    |   |  |  |
| Inscrits                 | Inscrits       | Inscrits       | 920 | 100,00 |    |   |  |  |
| Abstentions              | Abstentions    | Abstentions    | 150 | 16,30  |    |   |  |  |
| Votants                  | Votants        | Votants        | 770 | 83,70  |    |   |  |  |
| Blancs et nuls           | Blancs et nuls | Blancs et nuls | 24  | 3,12   |    |   |  |  |
| Exprimés                 | Exprimés       | Exprimés       | 746 | 96,88  |    |   |  |  |
| * Liste du maire sortant |                |                |     |        |    |   |  |  |

### Laragne-Montéglin
- Maire sortant : Auguste Truphème (DVG)
- 27 sièges à pourvoir au conseil municipal (population légale 2011 : 3 668 habitants)
- 10 sièges à pourvoir au conseil communautaire (CC du Sisteronais Buëch)

| Tête de liste  | Tête de liste       | Liste          | Premier tour | Premier tour | Second tour | Second tour | Sièges | Sièges |
| Tête de liste  | Tête de liste       | Liste          | Voix         | %            | Voix        | %           | CM     | CC     |
| -------------- | ------------------- | -------------- | ------------ | ------------ | ----------- | ----------- | ------ | ------ |
|                | Henriette Martinez  | UMP            | 749          | 38,23        | 836         | 40,07       | 19     | 7      |
|                | Michel Joannet      | DVD            | 574          | 29,30        | 746         | 35,76       | 5      | 2      |
|                | Jean-Michel Reynier | DVG            | 457          | 23,32        | 504         | 24,16       | 3      | 1      |
|                | Jean-Paul Jouve     | DVG            | 179          | 9,13         |             |             |        |        |
|                |                     |                |              |              |             |             |        |        |
| Inscrits       | Inscrits            | Inscrits       | 2 611        | 100,00       | 2 609       | 100,00      |        |        |
| Abstentions    | Abstentions         | Abstentions    | 557          | 21,33        | 454         | 17,40       |        |        |
| Votants        | Votants             | Votants        | 2 054        | 78,67        | 2 155       | 82,60       |        |        |
| Blancs et nuls | Blancs et nuls      | Blancs et nuls | 95           | 4,63         | 69          | 3,20        |        |        |
| Exprimés       | Exprimés            | Exprimés       | 1 959        | 95,37        | 2 086       | 96,80       |        |        |

### Dévoluy
- Maire sortant : Jean-Marie Bernard (UMP)
- 15 sièges à pourvoir au conseil municipal (population légale 2011 : 1 014 habitants)
- 4 sièges à pourvoir au conseil communautaire (CC Buëch Dévoluy)

| Tête de liste            | Tête de liste        | Liste          | Premier tour | Premier tour | Second tour | Second tour | Sièges | Sièges |
| Tête de liste            | Tête de liste        | Liste          | Voix         | %            | Voix        | %           | CM     | CC     |
| ------------------------ | -------------------- | -------------- | ------------ | ------------ | ----------- | ----------- | ------ | ------ |
|                          | Jean-Marie Bernard * | UMP            | 376          | 49,47        | 412         | 54,64       | 12     | 3      |
|                          | Thomas Michel        | DVD            | 220          | 28,94        | 342         | 45,35       | 3      | 1      |
|                          | Marie-Paule Rogou    | DVG            | 164          | 21,57        |             |             |        |        |
|                          |                      |                |              |              |             |             |        |        |
| Inscrits                 | Inscrits             | Inscrits       | 918          | 100,00       | 918         | 100,00      |        |        |
| Abstentions              | Abstentions          | Abstentions    | 143          | 15,58        | 142         | 15,47       |        |        |
| Votants                  | Votants              | Votants        | 775          | 84,42        | 776         | 84,53       |        |        |
| Blancs et nuls           | Blancs et nuls       | Blancs et nuls | 15           | 1,94         | 22          | 2,84        |        |        |
| Exprimés                 | Exprimés             | Exprimés       | 760          | 98,06        | 754         | 97,16       |        |        |
| * Liste du maire sortant |                      |                |              |              |             |             |        |        |

### Le Monêtier-les-Bains
- Maire sortant : Pierre Bouvier (DVD)
- 15 sièges à pourvoir au conseil municipal (population légale 2011 : 1 023 habitants)
- 3 sièges à pourvoir au conseil communautaire (CC du Briançonnais)

|                | Anne-Marie Forgeoux | DVD            | 397   | 51,55  | 12 | 2 |  |  |
|                | Gilles du Chaffaut  | DVG            | 373   | 48,44  | 3  | 1 |  |  |
|                |                     |                |       |        |    |   |  |  |
| Inscrits       | Inscrits            | Inscrits       | 1 018 | 100,00 |    |   |  |  |
| Abstentions    | Abstentions         | Abstentions    | 212   | 20,83  |    |   |  |  |
| Votants        | Votants             | Votants        | 806   | 79,17  |    |   |  |  |
| Blancs et nuls | Blancs et nuls      | Blancs et nuls | 36    | 4,47   |    |   |  |  |
| Exprimés       | Exprimés            | Exprimés       | 770   | 95,53  |    |   |  |  |

### Saint-Bonnet-en-Champsaur
- Maire sortant : Jean-Pierre Festa (UMP)
- 19 sièges à pourvoir au conseil municipal (population légale 2011 : 2 024 habitants)
- 8 sièges à pourvoir au conseil communautaire (CC Champsaur-Valgaudemar)

|                | Laurent Daumark    | DVD            | 680   | 53,50  | 15 | 6 |  |  |
|                | Jean-Marie Gueydan | DVD            | 591   | 46,49  | 4  | 2 |  |  |
|                |                    |                |       |        |    |   |  |  |
| Inscrits       | Inscrits           | Inscrits       | 1 616 | 100,00 |    |   |  |  |
| Abstentions    | Abstentions        | Abstentions    | 286   | 17,70  |    |   |  |  |
| Votants        | Votants            | Votants        | 1 330 | 82,30  |    |   |  |  |
| Blancs et nuls | Blancs et nuls     | Blancs et nuls | 59    | 4,44   |    |   |  |  |
| Exprimés       | Exprimés           | Exprimés       | 1 271 | 95,56  |    |   |  |  |

### Saint-Chaffrey
- Maire sortant : Henri Raoux (DVD)
- 19 sièges à pourvoir au conseil municipal (population légale 2011 : 1 674 habitants)
- 3 sièges à pourvoir au conseil communautaire (CC du Briançonnais)

|                | Jean-Luc Neveu | DVG            | 515   | 58,45  | 16 | 3 |  |  |
|                | Roger Perinet  | DVD            | 218   | 24,74  | 2  |   |  |  |
|                | Patrick Gelato | DVD            | 148   | 16,79  | 1  |   |  |  |
|                |                |                |       |        |    |   |  |  |
| Inscrits       | Inscrits       | Inscrits       | 1 271 | 100,00 |    |   |  |  |
| Abstentions    | Abstentions    | Abstentions    | 328   | 25,81  |    |   |  |  |
| Votants        | Votants        | Votants        | 943   | 74,19  |    |   |  |  |
| Blancs et nuls | Blancs et nuls | Blancs et nuls | 62    | 6,57   |    |   |  |  |
| Exprimés       | Exprimés       | Exprimés       | 881   | 93,43  |    |   |  |  |

### Saint-Jean-Saint-Nicolas
- Maire sortant : Josiane Arnoux (DVD)
- 15 sièges à pourvoir au conseil municipal (population légale 2011 : 1 005 habitants)
- 5 sièges à pourvoir au conseil communautaire (CC Champsaur-Valgaudemar)

|                          | Josiane Arnoux * | DVD            | 379 | 64,02  | 13 | 4 |  |  |
|                          | Bernard Reynier  | DVG            | 213 | 35,97  | 2  | 1 |  |  |
|                          |                  |                |     |        |    |   |  |  |
| Inscrits                 | Inscrits         | Inscrits       | 749 | 100,00 |    |   |  |  |
| Abstentions              | Abstentions      | Abstentions    | 127 | 16,96  |    |   |  |  |
| Votants                  | Votants          | Votants        | 622 | 83,04  |    |   |  |  |
| Blancs et nuls           | Blancs et nuls   | Blancs et nuls | 30  | 4,82   |    |   |  |  |
| Exprimés                 | Exprimés         | Exprimés       | 592 | 95,18  |    |   |  |  |
| * Liste du maire sortant |                  |                |     |        |    |   |  |  |

### Saint-Martin-de-Queyrières
- Maire sortant : Pierre Denis (PRG)
- 15 sièges à pourvoir au conseil municipal (population légale 2011 : 1 073 habitants)
- 4 sièges à pourvoir au conseil communautaire (CC du Pays des Écrins)

|                | Serge Giordano         | DVD            | 344 | 58,40  | 12 | 3 |  |  |
|                | Marie-Christine Dehais | DVG            | 245 | 41,59  | 3  | 1 |  |  |
|                |                        |                |     |        |    |   |  |  |
| Inscrits       | Inscrits               | Inscrits       | 924 | 100,00 |    |   |  |  |
| Abstentions    | Abstentions            | Abstentions    | 248 | 26,84  |    |   |  |  |
| Votants        | Votants                | Votants        | 676 | 73,16  |    |   |  |  |
| Blancs et nuls | Blancs et nuls         | Blancs et nuls | 87  | 12,87  |    |   |  |  |
| Exprimés       | Exprimés               | Exprimés       | 589 | 87,13  |    |   |  |  |

### Savines-le-Lac
- Maire sortant : Victor Bérenguel (UMP)
- 15 sièges à pourvoir au conseil municipal (population légale 2011 : 1 065 habitants)
- 7 sièges à pourvoir au conseil communautaire (CC de Serre-Ponçon)

|                          | Victor Berenguel * | UMP            | 470 | 100,00 | 15 | 7 |  |  |
|                          |                    |                |     |        |    |   |  |  |
| Inscrits                 | Inscrits           | Inscrits       | 828 | 100,00 |    |   |  |  |
| Abstentions              | Abstentions        | Abstentions    | 214 | 25,85  |    |   |  |  |
| Votants                  | Votants            | Votants        | 614 | 74,15  |    |   |  |  |
| Blancs et nuls           | Blancs et nuls     | Blancs et nuls | 144 | 23,45  |    |   |  |  |
| Exprimés                 | Exprimés           | Exprimés       | 470 | 76,55  |    |   |  |  |
| * Liste du maire sortant |                    |                |     |        |    |   |  |  |

### Serres
- Maire sortant : Michel Roy (UMP)
- 15 sièges à pourvoir au conseil municipal (population légale 2011 : 1 258 habitants)
- 7 sièges à pourvoir au conseil communautaire (CC du Sisteronais Buëch)

| Tête de liste  | Tête de liste        | Liste          | Premier tour | Premier tour | Second tour | Second tour | Sièges | Sièges |
| Tête de liste  | Tête de liste        | Liste          | Voix         | %            | Voix        | %           | CM     | CC     |
| -------------- | -------------------- | -------------- | ------------ | ------------ | ----------- | ----------- | ------ | ------ |
|                | Bernard Mathieu      | DVG            | 238          | 31,15        | 320         | 40,35       | 11     | 5      |
|                | Myriam Bottasso      | DVD            | 203          | 26,57        | 235         | 29,63       | 2      | 1      |
|                | Arlette Clavel-mayer | DVG            | 169          | 22,12        | 163         | 20,55       | 2      | 1      |
|                | Jacques Arnoux       | DVG            | 154          | 20,15        | 75          | 9,45        |        |        |
|                |                      |                |              |              |             |             |        |        |
| Inscrits       | Inscrits             | Inscrits       | 1 021        | 100,00       | 1 021       | 100,00      |        |        |
| Abstentions    | Abstentions          | Abstentions    | 224          | 21,94        | 202         | 19,78       |        |        |
| Votants        | Votants              | Votants        | 797          | 78,06        | 819         | 80,22       |        |        |
| Blancs et nuls | Blancs et nuls       | Blancs et nuls | 33           | 4,14         | 26          | 3,17        |        |        |
| Exprimés       | Exprimés             | Exprimés       | 764          | 95,86        | 793         | 96,83       |        |        |

### Tallard
- Maire sortant : Jean-Michel Arnaud (UMP)
- 19 sièges à pourvoir au conseil municipal (population légale 2011 : 2 001 habitants)
- 8 sièges à pourvoir au conseil communautaire (CA Gap-Tallard-Durance)

|                          | Jean-Michel Arnaud * | UMP            | 858   | 76,95  | 17 | 7 |  |  |
|                          | Gérard Janin         | PCF            | 257   | 23,04  | 2  | 1 |  |  |
|                          |                      |                |       |        |    |   |  |  |
| Inscrits                 | Inscrits             | Inscrits       | 1 526 | 100,00 |    |   |  |  |
| Abstentions              | Abstentions          | Abstentions    | 335   | 21,95  |    |   |  |  |
| Votants                  | Votants              | Votants        | 1 191 | 78,05  |    |   |  |  |
| Blancs et nuls           | Blancs et nuls       | Blancs et nuls | 76    | 6,38   |    |   |  |  |
| Exprimés                 | Exprimés             | Exprimés       | 1 115 | 93,62  |    |   |  |  |
| * Liste du maire sortant |                      |                |       |        |    |   |  |  |

### Veynes
- Maire sortant : Christine Nivou (PS)
- 23 sièges à pourvoir au conseil municipal (population légale 2011 : 3 187 habitants)
- 12 sièges à pourvoir au conseil communautaire (CC Buëch Dévoluy)

|                          | René Moreau       | DVD            | 947   | 51,46  | 18 | 9 |  |  |
|                          | Christine Nivou * | PS             | 557   | 30,27  | 3  | 2 |  |  |
|                          | Franck Gatounes   | PCF            | 336   | 18,26  | 2  | 1 |  |  |
|                          |                   |                |       |        |    |   |  |  |
| Inscrits                 | Inscrits          | Inscrits       | 2 476 | 100,00 |    |   |  |  |
| Abstentions              | Abstentions       | Abstentions    | 563   | 22,74  |    |   |  |  |
| Votants                  | Votants           | Votants        | 1 913 | 77,26  |    |   |  |  |
| Blancs et nuls           | Blancs et nuls    | Blancs et nuls | 73    | 3,82   |    |   |  |  |
| Exprimés                 | Exprimés          | Exprimés       | 1 840 | 96,18  |    |   |  |  |
| * Liste du maire sortant |                   |                |       |        |    |   |  |  |

### Villar-Saint-Pancrace
- Maire sortant : Laurence Fine (DVG)
- 15 sièges à pourvoir au conseil municipal (population légale 2011 : 1 459 habitants)
- 3 sièges à pourvoir au conseil communautaire (CC du Briançonnais)

|                | Sébastien Fine     | DVG            | 488   | 57,00  | 12 | 2 |  |  |
|                | François Boulanger | DVD            | 368   | 42,99  | 3  | 1 |  |  |
|                |                    |                |       |        |    |   |  |  |
| Inscrits       | Inscrits           | Inscrits       | 1 164 | 100,00 |    |   |  |  |
| Abstentions    | Abstentions        | Abstentions    | 267   | 22,94  |    |   |  |  |
| Votants        | Votants            | Votants        | 897   | 77,06  |    |   |  |  |
| Blancs et nuls | Blancs et nuls     | Blancs et nuls | 41    | 4,57   |    |   |  |  |
| Exprimés       | Exprimés           | Exprimés       | 856   | 95,43  |    |   |  |  |